# Liste der denkmalgeschützten Objekte in Enzenreith
Die Liste der denkmalgeschützten Objekte in Enzenreith enthält die 4 denkmalgeschützten, unbeweglichen Objekte der Gemeinde Enzenreith im niederösterreichischen Bezirk Neunkirchen.

## Denkmäler
| Foto |                 | Denkmal                                                         | Standort                                         | Beschreibung | Metadaten |
| ---- | --------------- | --------------------------------------------------------------- | ------------------------------------------------ | --- | --- |
| ja   | Datei hochladen | Bergfriedhof HERIS-ID: 79871 Objekt-ID: 93574                   | Friedhofsweg Standort KG: Enzenreith             | 1904 an Stelle des alten Friedhofs angelegt, 1919/20 erweitert, Friedhofskreuz aus Gusseisen Anfang 20. Jahrhundert, Grabkapelle der Familie Ehrbar von 1905, Grabdenkmal von 1925 für die Opfer eines Grubenunglücks in Hart 1924 | BDA-Hist.: Q38172211 Status: § 2a Stand der BDA-Liste: 2025-06-30 Name: Bergfriedhof GstNr.: 400                   |
| ja   | Datei hochladen | Liebfrauen-Kapelle HERIS-ID: 58822 Objekt-ID: 69663             | in der Nähe von Kapellenweg 19 Standort KG: Hart | 1898 erbaut, kleiner kubischer Bau mit Kreuzdach und mittig aufgesetztem Glockenturm | BDA-Hist.: Q38084898 Status: § 2a Stand der BDA-Liste: 2025-06-30 Name: Liebfrauen-Kapelle GstNr.: 148             |
| ja   | Datei hochladen | Kath. Filialkirche hl. Florian HERIS-ID: 58824 Objekt-ID: 69665 | bei Dorfgasse 146 Standort KG: Köttlach          | 1891–1893 erbaut, 1931 Sakristei, 1967 Umbau, schlichter Bau mit Rundapsis und Giebelreiter | BDA-Hist.: Q38084909 Status: § 2a Stand der BDA-Liste: 2025-06-30 Name: Kath. Filialkirche hl. Florian GstNr.: .31 |
| ja   | Datei hochladen | Bildstock HERIS-ID: 79870 Objekt-ID: 93573                      | bei Untere Teichgasse 13 Standort KG: Wörth      | Säulenbildstock Anfang des 19. Jahrhunderts | BDA-Hist.: Q38172203 Status: § 2a Stand der BDA-Liste: 2025-06-30 Name: Bildstock GstNr.: 326/22                   |